# Montigny-sur-Avre
Montigny-sur-Avre település Franciaországban, Eure-et-Loir megyében. Lakosainak száma 272 fő (2022. január 1.). Montigny-sur-Avre Courteilles, Tillières-sur-Avre, Bérou-la-Mulotière, Fessanvilliers-Mattanvilliers és Rueil-la-Gadelière községekkel határos.

## Népesség
A település népességének változása:
| Lakosok száma | 219  | 225  | 276  | 252  | 259  | 260  | 258  | 252  | 252  | 272  |
|               | 1968 | 1982 | 1990 | 2006 | 2013 | 2015 | 2017 | 2019 | 2020 | 2022 |